# Zarota (film)
Zarota je slovenski črno-beli dramski film iz leta 1964 v režiji Francija Križaja, po dramski igri Dialogi Primoža Kozaka. Varnostna služba poskuša podtakniti profesorju Dahlingu lažno poročilo o stanju energetskega sistema v državi, ki ga pripravlja za državno zborovanje, pri čemer se poslužuje vse bolj umazanih metod.

## Igralci
- Vladimir Skrbinšek kot profesor Dahling
- Lojze Rozman kot vodja tajne službe Halder
- Branko Pleša kot vodja tiskovnega urada Karr
- Štefka Drolc kot Anamarija
- Duša Počkaj kot Dahlingova žena
- Dare Ulaga kot Adamovitz
- Jože Zupan
- Polde Bibič
- Andrej Kurent